# Heiko Ganschow
Heiko Ganschow (* 13. August 1968 in Berlin) ist ein ehemaliger deutscher Handballspieler.
Der ältere der beiden Söhne des Handballspielers Reiner Ganschow und der Wasserspringerin Christine Ganschow stand als Handballspieler beim HC Empor Rostock unter Vertrag. Anschließend spielte er bis zu seinem Karriereende im Jahr 2003 beim Doberaner SV. Er wurde auf der Position Linksaußen eingesetzt. Mit dem HC Empor Rostock spielte er in der Handball-Bundesliga.
Nach Beendigung seiner Handballkarriere ist er für ein Bauunternehmen in Hamburg tätig.